# Bogota, New Jersey
För andra betydelser, se Bogota (olika betydelser).
Bogota är en kommun av typen borough i Bergen County i New Jersey. Vid 2010 års folkräkning hade Bogota 8 187 invånare.

## Kända personer från Bogota
- Elizabeth Stine, friidrottare